# ウォルター・イングルウッド・スミス

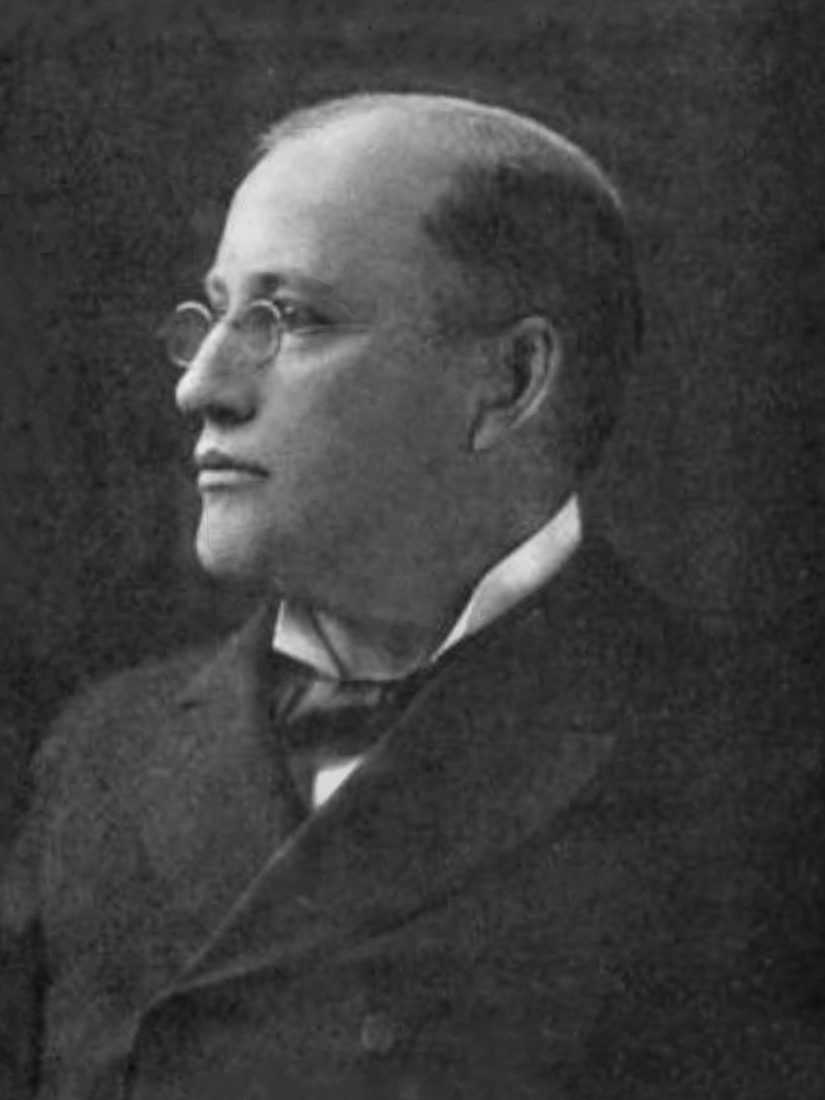

ウォルター・イングルウッド・スミス（Walter Inglewood Smith, 1862年7月10日 - 1922年1月27日）は、アメリカ合衆国の政治家、裁判官。1900年から1911年までアメリカ合衆国下院議員を務めた。

## 生涯
1862年7月10日、スミスはアイオワ州カウンシルブラフスにおいて誕生した。スミスは公立学校で学び、1882年に弁護士として認可を受けた。スミスは1882年にカウンシルブラフス市内で弁護士業を開業した。
スミスは1890年から1900年までアイオワ州第15裁判所管轄地区で裁判官を務めた。1900年、スミスはイリノイ州選出連邦下院議員スミス・マクファーソンの辞職に伴う補欠選挙に共和党から立候補し、当選した。スミスはその後6期連続で再選を果たした。1911年3月、スミスはウィリアム・H・タフト大統領から連邦巡回裁判所判事への指名を受け、連邦下院議員を辞職した。スミスは第8巡回区に着任し、1922年に死去するまで裁判官を務めた。
1922年1月27日、スミスはアイオワ州カウンシルブラフスにおいて死去した。スミスの遺体はカウンシルブラフス市内のフェアヴュー墓地に埋葬された。